# Друкарський верстат

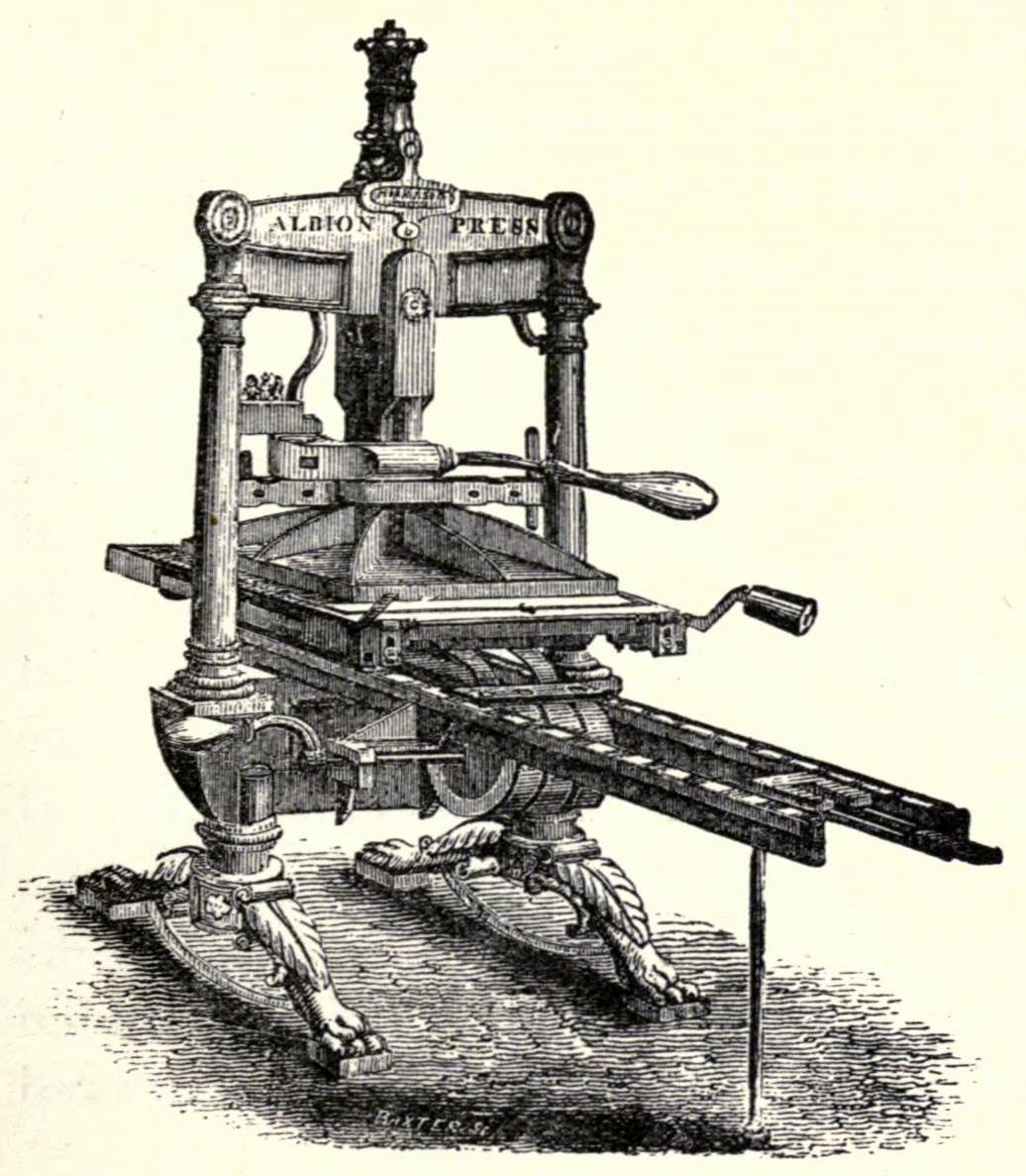
Друкарський прес фірми «Альбіон», 1835 рік

Друка́рська маши́на — поліграфічне обладнання, призначене для нанесення зображень на різні матеріали.

## Класифікація
Друкарські машини діляться за способом нанесення друку. Серед них виділяють:
- офсетні[1];
- флексографічні;
- трафаретні;
- машини високого друку;
- машини глибокого друку.

За способом подачі матеріалу, що запечатується, друкарські машини поділяються на листові і рулонні.

## Цифрові друкарські машини
Друкарська машина спосібом перенесення зображення на матеріал за допомогою використання комп'ютеризованого устаткування в процесі якого фарби наносяться безпосередньо, без трафаретів або форм.